# Greyhound (Buffalo)
Greyhound is een Amerikaans historisch merk van motorfietsen.
De bedrijfsnaam was: Greyhound Motor Co., Buffalo (New York).
De Greyhound Motor Co. leverde van 1907 tot 1914 motorfietsen met 4½pk-eencilindermotoren die voornamelijk bij Thor ontwikkeld werden.